# C20LET
 (mai 2019).
Si vous disposez d'ouvrages ou d'articles de référence ou si vous connaissez des sites web de qualité traitant du thème abordé ici, merci de compléter l'article en donnant les références utiles à sa vérifiabilité et en les liant à la section « Notes et références ».
Le C20LET est un moteur à combustion interne à turbocompresseur de 2 litres à 4 cylindres en ligne d'Opel (General Motors Europe) qui utilise de l'essence comme carburant. 
Il a une capacité de 1 998 cm3 et dispose de 16 soupapes. Selon l'Institut allemand de normalisation[réf. nécessaire], ce moteur produit une puissance de 150 kW et 280 N m
Le C20LET a été introduit en 1992 et équipait les modèles Opel Vectra Turbo et Calibra Turbo. Il est presque identique au C20XE, en plus des pièces principales de la turbine KKK-16, des pistons de 86 mm fabriquées par Mahle GmbH et la gestion de moteur électronique M2.7 de Bosch Motronic.
Le moteur était principalement équipé d’une boîte de vitesses F28 à 6 vitesses reliée à un système 4x4 à 4 roues motrices. Ce moteur est un choix très utilisé pour les remplacements, avec le 2 litres de C20XE, les V6 C25XE / C30XE respectivement de 2,5 et 3,0 litres.
Les moteurs C20LET et C20XE sont installés dans de nombreux autres modèles Opel tels que la Corsa A / B, Tigra, Vectra B, Astra F / G, Kadett E / D, etc., là où il a connu un succès phénoménal en tant que moteur durable avec des performances élevées, ainsi que des coûts faibles[réf. nécessaire].

## Code moteur
La dénomination du moteur est la suivante[réf. souhaitée] :
- C : débit de gaz: ECE R 83 A (R 15.04)
- 20 : Cylindrée - 2 L
- L : taux de compression - 8,5 à 9,0[Quoi ?]
- E : Système de mélange - Injection de carburant - Points multiples
- Induction - Turbo Aspiration

## Caractéristiques
| Code moteur      | Type de moteur | Capacité  | Puissance                         | Couple  | Type de turbine         | Turbocompresseur | Taux de compression |
| ---------------- | -------------- | --------- | --------------------------------- | ------- | ----------------------- | ---------------- | ------------------- |
| C20LET Fabriqué  | En ligne 4     | 1 998 cm3 | 207 ch (152 kW)                   | 280 N m | KKK-16                  | 0,55 bar         | 8,5: 1              |
| C20LET Phase 0   | En ligne 4     | 1 998 cm3 | 233 ch 172 kW)                    | 310 N m | KKK-16                  | 0,65 bar         | 8,5: 1              |
| C20LET Phase 1   | En ligne 4     | 1 998 cm3 | 264 ch (194 kW)                   | 340 N m | KKK-16                  | 0,95 bar         | 8,5: 1              |
| C20LET Phase 2   | En ligne 4     | 1 998 cm3 | 279 ch (205 kW)                   | 380 N m | KKK-16                  | 1 bar            | 8,5: 1              |
| C20LET Phase 3   | En ligne 4     | 1 998 cm3 | 314 ch (231 kW)                   | 430 N m | KKK-16                  | 1,15 bar         | 8,5: 1              |
| C20LET Phase 3.5 | En ligne 4     | 1 998 cm3 | 330 ch (242 kW)                   | 435 N m | KKK-16                  | 1,25 bar         | 8,5: 1              |
| C20LET Phase 4   | En ligne 4     | 1 998 cm3 | 375 ch - 710 ch (276 kW - 522 kW) | 430 N m | KKK-26 hybride ou autre | 1,8 bar          | 8,5: 1              |